# Beniamin Fărăgău
Beniamin Fărăgău (n. 23 august 1948, Cluj-Napoca) este învățător în Biserica Baptistă nr. 3 Iris, Cluj-Napoca și fondatorul Fundației Istoria Binecuvântării și al Programului de studiu a scripturii pe cărți "Istoria Binecuvântării" cu aplicare națională și internațională în bisericile post-protestante.

## Biografie
S-a născut în data de 23 august 1948 la Cluj, într-o familie de credincioși baptiști.
Este căsătorit cu Nora Fărăgău, si tată a 3 copii (Beniamin, Andreea, Filip).
Deține un doctorat în teologie biblica în cadrul Queen’s University din Belfast, Regatul Unit.

## Filosofia programului Istoria Binecuvântării
"Sfânta Scriptură este spațiul sacru al revelării de Sine a lui Dumnezeu", de aceea ea are prioritate asupra tuturor celorlalte surse prin care Dumnezeu se revelează (istoria, conștiința, rațiunea, tradiția, etc.) și constituie autoritatea supremă în chestiuni teologice, morale și de viețuire creștină.
Modalitatea justă de studiere a Bibliei, în întregul celor 66 de cărți revelate ale sale (39 ale Vechiului Testament și 27 ale Noului Testament), este studierea pe cărți (nicidecum "pe versete", adică "pe sărite", decontextualizat), cartea fiind unitatea fundamentală a Revelației. Revelația divină nu s-a realizat tematic, ci pe cărți. Cartea înzidește în sine adevăruri divine sub formă de principii și exemple istorice, contextualizate cultural, teologic și literar, făcând imposibilă răstălmâcirea acestora, dacă Revelația divină este abordată pe cărți, așa cum a fost ea insuflată.
1. Pasul exegetic ("cel ce aude Cuvântul") - cunoașterea lui Dumnezeu în urma studierii întregului Său plan revelat în Sfânta Scriptură, cunoaștere fundamentată pe studierea Bibliei pe cărți și pe așezarea unei baze vechi-testamentale solide.
2. Pasul teologic ("cel ce înțelege Cuvântul") - comunicarea clară și coerentă a adevărului sistematizat în concepte teologice relevante contextului cultural, dar în același timp fidele atât contextului exegetic cât și celui socio-cultural.
3. Pasul cultural ("cel ce aduce roadă") - trăirea unei vieți creștine integrate și relevante în urma definirii lucrării creștine ca fiind orice activitate legitimată de Mandatul Cultural (Geneza 128), care a fost subordonată conștient și creativ Mandatului Preoției (Matei 2818-20).
- "Isus Hristos a fost rânduit de Dumnezeu să fie izvorul adevăratei bucurii, pentru că prin El ne întoarcem acasă, prin El ne vindecăm, prin El ființa noastră zdrobită, frântă, este pusă laolaltă, prin El redevenim oameni"

- "Am numit Scriptura spațiul sacru al revelării de sine a lui Dumnezeu, grădina în care El și-a lăsat urmele pașilor lui"[necesită citare]